# Пацюкова блоха
Пацюкова блоха, інколи східна або тропічна пацюкова блоха (Xenopsylla cheopis) — вид комах, паразит гризунів, передовсім пацюків роду Rattus та головний вектор для бубонної чуми і ендемічного висипного тифу. Передавання хвороб часто відбувається внаслідок того, що блоха кусає людину після того, як укусила зараженого пацюка. Вважають, що ця комаха була головним переносником Чорної смерті.